# Силла, Иссиага
Иссиага Силла́ (фр. Issiaga Sylla; 1 января 1994, Конакри, Гвинея) — гвинейский футболист, крайний защитник и левый полузащитник французского клуба «Монпелье» и национальной сборной Гвинеи.

## Клубная карьера
Иссиага начал профессиональную карьеру в гвинейском клубе «Хоройя». В его составе он принимал участие в матчах квалификации Лиги Чемпионов КАФ 2012.
В 2012 году перешёл во французскую «Тулузу». Первый матч за новый клуб провёл 4 мая 2013 года против «Лилля», выйдя в стартовом составе и проведя на поле 69 минут. Всего в сезоне 2012/13 провёл в Лиге 1 4 матча, забил один гол (18 мая 2013 года в ворота «Сошо»
Иссиага был отдан в аренду клубу «Газелек» на сезон 2015/16.

## Карьера в сборной
Первый матч за сборную Гвинеи провёл 7 сентября 2011 года в товарищеской встрече со сборной Венесуэлы, которая носила статус неофициальной. Первая официальная игра Силлы за сборную состоялась 9 июня 2013 года против Мозамбика. Он играл со сборной на Кубке африканских наций 2015, где Гвинея дошла до четвертьфинала.